# Heteropsinos
Heteropsinos (Heteropsini) é uma tribo de coleópteros da subfamília Cerambycinae.

## Sistemática
- Ordem Coleoptera
  - Subordem Polyphaga
    - Infraordem Cucujiformia
      - Superfamília Chrysomeloidea
        - Família Cerambycidae
          - Subfamília Cerambycinae
            - Tribo Heteropsini (Lacordaire, 1869)
              - Gênero Allodemus (Zajciw, 1962)
              - Gênero Alloesia (Chevrolat, 1862)
              - Gênero Amoaba (Napp & Martins, 2006)
              - Gênero Aridaeus (Thomson, 1860)
              - Gênero Callideriphus (Blanchard, 1851)
              - Gênero Championa (Bates, 1880)
              - Gênero Chrysoprasis (Audinet-Serville, 1834)
              - Gênero Cremys (Pascoe, 1864)
              - Gênero Eburiola (Thomson, 1864)
              - Gênero Eriphosoma (Melzer, 1922)
              - Gênero Eryphus (Perty, 1832)
              - Gênero Erythrochiton (Zajciw, 1957)
              - Gênero Erythropterus (Melzer, 1934)
              - Gênero Eupempelus (Bates, 1870)
              - Gênero Heterops (Blanchard, 1842)
              - Gênero Homogenes (Thomson, 1862)
              - Gênero Mallosoma (Audinet-Serville, 1834)
              - Gênero Monnecles (Napp & Dos Santos, 1999)
              - Gênero Neopoeciloderma (Monné & Martins, 1981)
              - Gênero Plectrocerum (Dejean, 1835)
              - Gênero Poeciloderma (White, 1853)
              - Gênero Potisangaba (Napp & Martins, 2009)
              - Gênero Pseudothonalmus (Guerrero, 2004)
              - Gênero Purpuricenopsis (Zajciw, 1968)
              - Gênero Stratone (Thomson, 1864)
              - Gênero Tacyba (Napp & Martins, 2002)
              - Gênero Tobipuranga (Napp & Martins, 1996)
              - Gênero Trichrous (Chevrolat, 1858)
              - Gênero Unabiara (Napp & Martins, 2002)
              - Gênero Unatara (Martins & Napp, 2007)